# Oisiveté

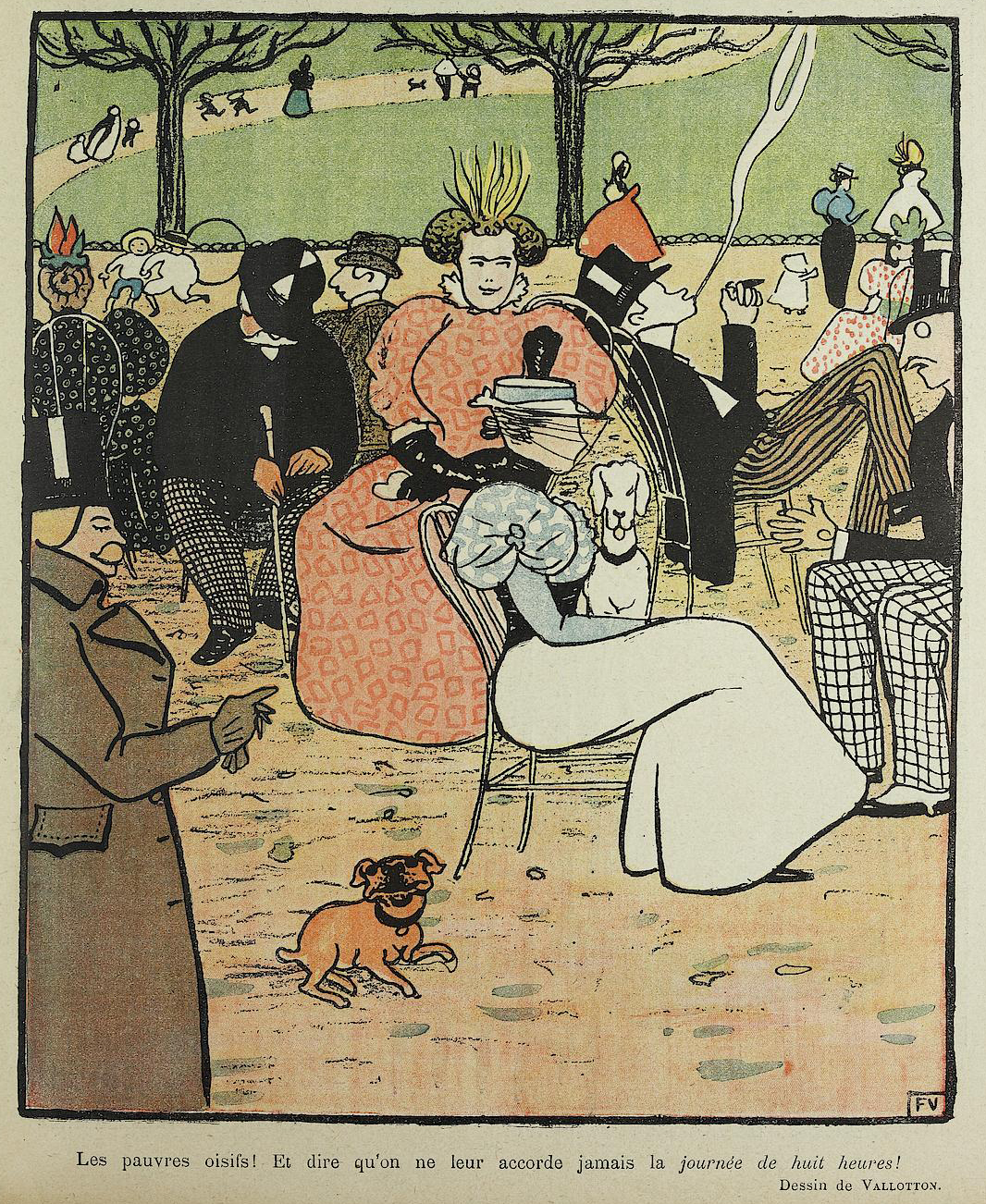
Caricature de Félix Vallotton, 1896.

L'oisiveté désigne l'état d'une personne qui n'a pas d'activité laborieuse. Selon les époques, selon le contexte, la notion d'oisiveté est associée soit à une valeur, celle de l'otium antique, cultivée par l'aristocratie, soit à la paresse, à l'inutilité, dans une société sacralisant le travail. Elle est revalorisée par les sociologues et les philosophes modernes et contemporains comme instrument de lutte contre la productivité déshumanisante.

« L’idée que les pauvres puissent avoir des loisirs a toujours choqué les riches. »

— Bertrand Russell, Éloge de l'oisiveté

## Étymologie
L'oisiveté est rattachée depuis l'antiquité romaine à l'otium, lequel est aussi défini comme l'inaction, le désœuvrement, la paix, le calme, la tranquillité, le temps libre, le repos honorable, la retraite, le loisir studieux, la méditation, opposés à l'exercice de la politique, aux affaires, à l'étude contrainte, aux hostilités, au negotium.
Au XIIIe siècle, elle apparaît comme œusiveté puis oisiveté, dérivé de oisif, oisdif, oiseux, ocieux, otieux dont le sens et l'origine sont tout autres. Elle a pour synonymes dans ce deuxième sens, à l'image, partiellement, de l'otium, l'inaction, le désœuvrement, le loisir, mais non la paix, le calme, la tranquillité, le repos, la retraite, la méditation ; viennent s'ajouter au contraire l'indolence, la paresse, la badauderie, la fainéantise, le farniente, l'inactivité, l'inoccupation. Cette différence se retrouve dans l'étymologie des termes dont elle dérive.
Le XIIe siècle ne retient en effet du latin otiosus (oisif, sans occupation, qui a le temps, le loisir, qui n'est pas pris par les affaires publiques, éloigné de la politique, qui ne participe pas à une affaire, neutre, indifférent, calme, paisible, tranquille, qui prend son temps, qui s'attarde, oiseux, inutile, superflu, oisif, qui ne rapporte rien — en parlant d'argent) que le sens de oiseux : « (chose) qui ne sert à rien », et de oisif : « (personne) qui ne fait rien », utilisés pour qualifier une chose inutile, une parole vaine, qui ne sert à rien, qui ne mène à rien (parole oiseuse), une personne qui ne fait rien, qui vit dans l'inaction, la paresse (vie oiseuse).
Oisif est issu de l'ancien français oisdif (cose widive, chose futile, vaine), lui-même formé sur oiseux d'après voisos (prudent, habile, avisé), voisdie, voisdive (subtilité, adresse), du latin vitiosus (gâté, corrompu, défectueux, mauvais, entaché de vice, irrégulier). On trouve ainsi au XIIIe siècle (beste) wisive défini comme « (animal) improductif, qui ne sert à rien ». Puis, à partir du XVIe siècle, « qui est actuellement inemployé » (argent oisif), « dépourvu d'occupation, qui n'exerce pas de profession » ou au contraire « qui dispose de beaucoup de loisir » (personne oisive).
Comme pour l'oisiveté, on ne retrouve dans les synonymes des deux termes que le sens de l'otium correspondant à l'inaction et au désœuvrement : fainéant, inactif, paresseux, désœuvré, flâneur, inoccupé, indolent, musard, inemployé, désoccupé, disponible, croupissant, cagnard, badaud, oiseux pour oisif et inutile, futile, superflu, vain, stérile, prolixe, paresseux, oisif, inactif, byzantin, superfétatoire pour oiseux. Aucun de ces termes n'évoque la paix, le calme, la tranquillité, le repos, la retraite, la méditation, réservés à l'otium, l'oisiveté des anciens. Nous sommes bien ici dans le vitiosus dont le sens a pris le pas au XIIe siècle.
Dès lors, le terme d'oisiveté sera valorisant lorsqu'il est employé dans le sens d'otium et péjoratif lorsqu'il est employé dans celui de vitiosus.

## L'oisiveté comme valeur - Otium
Matthieu 6:26 :

« C'est pourquoi je vous dis : Ne vous inquiétez pas pour votre vie de ce que vous mangerez, ni pour votre corps, de quoi vous serez vêtus. La vie n'est-elle pas plus que la nourriture, et le corps plus que le vêtement ? Regardez les oiseaux du ciel : ils ne sèment ni ne moissonnent, et ils n'amassent rien dans des greniers ; et votre Père céleste les nourrit. Ne valez-vous pas beaucoup plus qu'eux ? »

## L'oisiveté comme défaut - Paresse
Proverbes de Salomon, dans  Adrien Egron, Le livre de l'ouvrier, 1844 :

« Allez à la fourmi paresseux que vous êtes, considérez sa conduite et apprenez à devenir sage; puisque n'ayant ni chef, ni maître, ni prince elle fait néanmoins sa provision durant l'été et amasse pendant la moisson de quoi se nourrir. Jusques à quand dormirez vous paresseux, quand vous réveillerez vous de votre sommeil. L'indigence viendra vous surprendre comme un homme qui marche à grands pas. Que si vous êtes diligent votre maison sera comme une source abondante et la pauvreté fuira loin de vous. »

William Robertson, Histoire de l'Amérique, 1777

« Si nous examinons les motifs qui dans la vie civilisée mettent hommes en mouvement et les portent à soutenir longtemps des efforts pénibles de vigueur ou d'industrie nous trouverons que ces motifs tiennent particulièrement à des besoins acquis. Ces besoins multipliés et importants tiennent l'âme dans une agitation perpétuelle et pour les satisfaire l'invention doit être continuellement tendue et l'esprit sans cesse occupé. Mais les désirs de la simple nature sont en petit nombre; dans les lieux où un climat favorable produit presque sans effort tout ce qui peut les satisfaire, à peine agissent ils sur l'âme et ils y excitent rarement des émotions violentes. Ainsi les habitants de plusieurs parties de l'Amérique passent leur vie dans une indolence et une inaction totale: tout le bonheur auquel ils aspirent c'est d'être dispensés de travail. Ils restent des jours entiers couchés dans leur hamac ou assis à terre dans une oisiveté parfaite, sans changer de posture, sans lever les yeux de dessus la terre, sans prononcer une seule parole. Leur aversion pour le travail est telle que ni l'espérance d'un bien futur, ni la crainte d'un mal prochain ne peuvent la surmonter. Ils paraissent également indifférents à l'un et à l' autre, montrant peu d' inquiétude pour éviter le mal et ne prenant aucune précaution pour s'assurer le bien. L'aiguillon de la faim les met en mouvement, mais comme ils dévorent presque sans distinction tout ce qui peut apaiser ces besoins de l'instinct, les efforts qui en sont l'effet n'ont que peu de durée. Comme leurs désirs ne sont ni ardents ni variés, ils n'éprouvent point l'action de ces ressorts puissants qui donnent de la vigueur aux mouvements de l'âme et excitent la main patiente de l'industrie à persévérer dans ses efforts. (...) Cette peinture ne peut cependant s'appliquer qu'à certains peuples. L'homme ne peut rester longtemps dans cet état d'enfance et de faiblesse.  Né pour agir et pour penser les facultés qu'il tient de la nature et la nécessité de sa condition le pressent de remplir son destin. Aussi voit on que parmi la plupart des nations américaines particulièrement celles qui vivent sous des climats rigoureux, l'homme fait des efforts et prend des précautions pour se procurer une subsistance assurée; c'est alors que les travaux réguliers commencent et que l'industrie laborieuse fait les premiers essais de son pouvoir. Cependant on y voit encore prédominer l'esprit paresseux et insouciant de l'état sauvage. »

Benjamin Franklin:

« La paresse va si lentement que la pauvreté l'a bientôt attrapée. »

Adrien Egron, Le livre de l'ouvrier, 1844:

« En faisant l'éloge du travail nous avons fait la satire de la fainéantise et de l'oisiveté. Nous avons condamné ce qu'il y a de plus vil au monde, c'est-à-dire  cet homme paresseux sans courage et sans honneur qui veut manger un pain qu'il n'a pas gagné, recueillir ce qu'il n'a pas semé, un lâche qui se croise les bras tandis que les autres suent et travaillent du matin au soir, qui ne fait rien pour la société et qui veut que la société le nourrisse (...) L'oisiveté la mère de tous les vices, conduit à l'opprobre et à l'échafaud; elle engendre la misère et la maladie pour quelques jouissances passagères que procurent des aumônes extorquées à la commisération publique, pour un repos honteux qui lasse et qui avilit, on s'impose le plus souvent de cruelles privations, on subit les conséquences d'une pauvreté volontaire; et puis les mauvais conseils de la faim, du dénuement absolu s'emparent de vous et l'on tombe dans le crime et la loi vous frappe. »

## L'oisiveté comme critique du travail
En 1880, Paul Lafargue publie Le Droit à la paresse, un essai sur le travail, les valeurs qui lui sont attribuées et ses représentations.

« Le « temps libre » n’est rien d’autre que du temps qui ne coûte rien aux patrons. »

— Bob Black, L'Abolition du travail.

### Filmographie
- Yves Robert, Alexandre le bienheureux film (1968)
- Pierre Carles, Attention danger travail, documentaire (2003)
- Pierre Carles, Volem rien foutre al païs, documentaire (2007)